# Jagdliches Brauchtum
Das jagdliche Brauchtum beschreibt die Summe der traditionellen Verhaltensweisen und Gepflogenheiten im Jagdwesen, die Jäger untereinander und während der Jagd ausüben. Es sollte nicht mit der Waidgerechtigkeit verwechselt oder auf sie reduziert werden, die allerdings ein Teil davon ist.

## Jägersprache und die jagdliche Begrüßung
Die Pflege und Verwendung der Jägersprache als Standessprache und Fachsprache ist unter Jägern allgemein üblich und gilt als Selbstverständlichkeit. Anwesenden Nicht-Jägern gegenüber soll sie vermieden werden, damit nicht der Eindruck einer unangebrachten Abgrenzung entsteht. Mindestens müssen Begriffe, die sich nicht von selbst erklären, „übersetzt“ werden. Jäger begrüßen und verabschieden sich gegenseitig mit „Waidmannsheil“. Mit „Waidmannsdank“ antwortet der Jäger, wenn das „Waidmannsheil“ als Glückwunsch zur Beute verwendet wird. Ebenso antwortet der Jäger grundsätzlich mit „Waidmannsdank“ auf das „Waidmannsheil“ eines Nichtjägers.
Wenn in einer Gruppe von Jägern ein Kamerad geehrt wird oder sich die Versammlung für eine Runde Getränke bedankt, wird ein Waidgeschrei angestimmt: Einer ruft laut „Horrido“ und die Gruppe antwortet mit einem lauten „Johoo“. Es wird dreimal geschrien. Meist folgt im Anschluss ein gemeinsamer Gesang der Zeile: „Ein Horrido, ein Horrido, ein Waidmannsheil, …“.

### Jägerlatein
Das Jägerlatein umfasst Geschichten und Erzählungen, deren Inhalt zwar denkbar ist, aber nicht stimmt. Sie haben witzigen, anekdotenhaften Charakter, dürfen aber niemals eine Lüge sein. Die Unwahrheit muss erkennbar bleiben (Beispiel: „Bei uns jagen wir die Kaninchen mit Elefanten. Wir brauchen nun keinen Geländewagen mehr und der Elefant kann mit seinem Rüssel die Kaninchen aus dem Bau pusten. Wir schießen sie dann wie Tauben, wenn sie aus den Röhren des Baues herausfliegen…“).

## Jagdliche Bekleidung
Zur Jagd und bei repräsentativen Zusammenkünften trägt der Jäger jagdliche Bekleidung und einen Hut oder eine andere Kopfbedeckung. Sind an dieser Kopfbedeckung jagdliche Trophäen befestigt, ist es selbstverständlich, dass sie von selbst erlegtem Wild stammen, da man sich nicht mit „fremden Federn“ schmückt.
Heute trägt der Jäger bei der Jagdausübung üblicherweise eine Bekleidung, die sich mehr an praktischen Forderungen denn am Brauchtum orientiert. So hat der traditionelle Loden gegenüber moderner Funktionskleidung an Bedeutung verloren. Bei Gesellschaftsjagden wird aus Sicherheitsgründen Warnkleidung oder zumindest eine Warnweste getragen, um der Vorschrift der Berufsgenossenschaft zu entsprechen. Jagdliche Tarnkleidung ist bei jüngeren Jägern inzwischen verbreitet, wird von vielen älteren Jägern aber abgelehnt, da sie gegenüber Nicht-Jägern einen militärisch-negativen Eindruck erzeuge.

## Jagdsignale und Jägerlieder
Meist werden zu Beginn einer gemeinsamen Jagd die Signale „Begrüßung“ und „Aufbruch zur Jagd“ geblasen. Während der Jagd Signale mit dem Jagdhorn zu blasen, verliert heute immer mehr an Bedeutung. Mobiltelefon oder Funkgerät übernehmen die Kommunikation während der Jagd. In vielen Revieren ist der Geräuschpegel durch die Umwelt inzwischen so hoch, dass die jagdlichen Hornsignale, die an sich weit zu hören sind, nicht mehr ausreichen. Außerdem werden sie von vielen Jagdteilnehmern, z. B. Treibern, nicht mehr verstanden. Am Ende der Jagd wird die Strecke mit den „Totsignalen“ für die entsprechenden Wildarten, sowie „Ende der Jagd“ bzw. „Halali“ verblasen.
Jagdmusik und Jägerlieder werden vor allem beim Schüsseltreiben (gemeinsames Essen der Jagdteilnehmer) und zu Jägerabenden geblasen und gesungen.
Chöre und Studentische Jagdverbindungen pflegen die Tradition des jagdlichen Liedgutes, auch als Chorgesang mit Hornbegleitung.

## Bruchzeichen
Die Bruchzeichen, soweit sie als Mitteilungsmittel Verwendung finden, werden heute von vielen Jägern durch forstliche Trassierbänder (farbige Bänder, meist aus Papier) ersetzt. Sie in ihrer ursprünglichen Form zu benutzen ist nicht nur brauchtumsgerecht, sondern hat auch Vorteile im Sinne des Umweltschutzes.
Wenn der Jagdherr einem erfolgreichen Schützen den Schützenbruch überreicht, wird dieser auf dem Hut oder der Klinge des Jagdmessers übergeben und vom Empfänger an den Hut gesteckt.

## Verhalten gegenüber erlegtem Wild

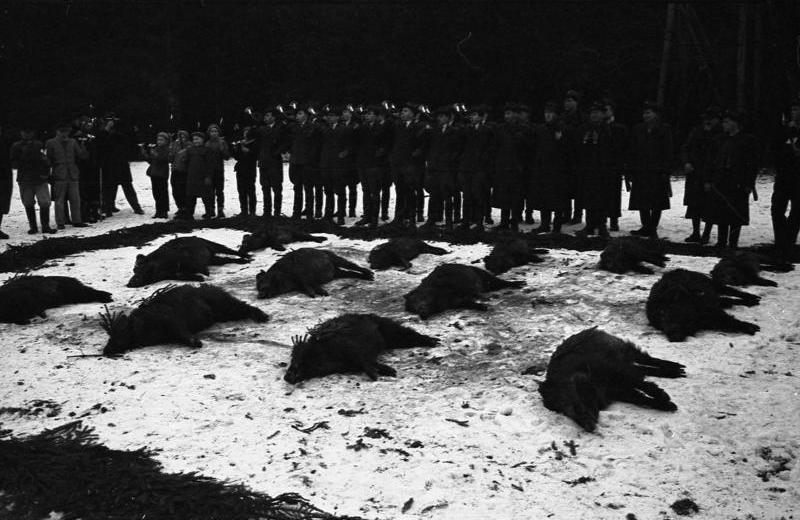
Das Verblasen der Strecke nach einer Jagd in Springe (21. Januar 1961).

Ein Stück Wild soll vom Jäger nicht nur als handwerklich sauber erlegtes Tier angesehen werden, das im rechtlichen Sinn nicht mehr nur als Sache gilt, sondern er soll sich seiner Verantwortung bewusst sein, dass er über Leben entschieden hat und bei der „roten Arbeit“ ein wertvolles Lebensmittel zu versorgen hat. Für das „Aufbrechen“ (Ausweiden) des Tieres gibt es auch Brauchtumsvorschriften, die aber heute nur noch da befolgt werden, wo sie nicht aus Gründen der Fleischhygiene zu verwerfen sind.
Besonders bei Gesellschaftsjagden nach dem Ende der Jagd entspricht diesem Gedanken der Verantwortung das Legen der Strecke und die folgende Ehrung des Wildes durch die entsprechenden Jagdsignale. Das Wild wird in bestimmter Reihenfolge jeweils auf die rechte Körperseite gelegt. Jedes erlegte Tier erhält einen Bruch, meist einen Fichtenzweig, mit dem es geschmückt wird. Zunehmend wird die Strecke nicht mehr im Ganzen gelegt, sondern nur noch symbolisch ein Stück pro Wildart. Der Streckenplatz wird üblicherweise mit Feuern oder Fackeln beleuchtet, alle Jagdbeteiligten sind anwesend. Nach Bekanntgabe, was erlegt wurde, wird jede Tierart mit einem „Totsignal“ auf dem Jagdhorn „verblasen“ und dem Erleger wird vom Jagdleiter mit „Waidmannsheil“ ein Bruch überreicht, den er an seinen Jägerhut steckt. Den Abschluss bilden die Jagdhornsignale „Jagd vorbei“ und „Halali“.

## Schüsseltreiben und Jagdgericht
Zum Ende einer Gesellschaftsjagd, insbesondere einer Treibjagd, erfolgt ein gemeinsames Essen der Jäger, Treiber und Hundeführer, das sogenannte Schüsseltreiben (regional, z. B. in Süddeutschland auch Knödelbogen). Hierbei wird oft ein Jagdgericht einberufen, das Jäger, Treiber und Hundeführer „bestraft“, die gegen das Brauchtum verstoßen haben. Die Strafen bestehen meist aus Getränkerunden und harmlosen Späßen. Körperliche Strafen, wie Schläge mit dem Waidblatt, einem großen Jagdmesser auf das entblößte Hinterteil, sind nicht mehr üblich. Das Jagdgericht kann auch Ehrungen für vorbildliches Verhalten vornehmen. Ein Verstoß gegen Sicherheitsbestimmungen hingegen ist nicht Gegenstand der Verhandlung.
Abseits der Strafen werden beim Schüsseltreiben Gegenstände wie das Waidblatt aber auch genutzt, um Neulinge, z. B. Jungjäger in den Kreis aufzunehmen. Neben dem Schlag zum Jäger (vgl. Ritterschlag) nahm dieser Initiationsritus früher mancherorts herabwürdigende Züge an (z. B. Apportieren von Gegenständen, Spirituosen durch Waffenläufe trinken).

## Aberglauben
Der jagdliche Aberglaube spielt nach wie vor eine Rolle. Beispiel: Eine gerade Anzahl von Patronen, zur Jagd mitgenommen, sorgt sicher dafür, keinen Erfolg zu haben. So wird der Erleger weißen Wildes innerhalb eines Jahres sterben, mindestens aber sieben Jahre Jagdpech haben. Auch die Wilde Jagd zählt unter jägerischen Aberglauben.

## Jagdtradition und -brauchtum in der DDR
Die von Seiten der SED als „Volksjagd“ propagierte Jagd in der DDR wies eine Teilung in ein öffentliches und ein geheimes Jagdwesen auf. Die SED-Führung sicherte sich Sonderrechte bei der Ausübung der Jagd in eigens ausgewiesenen Gebieten und richtete unter anderem Diplomatenjagden und aufwendige Jagdveranstaltungen mit Industriedelegationen etwa in der Schorfheide ein. Das in manchen Aspekten durchaus feudal anmutende Jagd- und Forstwesen in der DDR bewahrte eine ganze Reihe von jagdlichen Traditionen einschließlich spezifischer Uniformen und Musik. Auf die anfangs verpönten weidmännischen Rituale wurde aus rein praktischen Gründen (etwa beim Signalwesen) nicht verzichtet. 1976 wurde Unsere Jagd dazu angehalten, „die weidmännischen Sitten und Gebräuche in die sozialistische Jagdkultur einzubetten“. Bräuchen wurde ein sozialistischer Anstrich verliehen, indem man aufhörte, die Ursprünge der tradierten Handlungen zu thematisieren. Stattdessen wurde etwa das Schüsseltreiben mit einem „erzieherischen Wert, der vor allem der Festigung des Kollektivs diene“ begründet und neue weidmännische Sitten wie Wettbewerbe zur erhöhten Sicherheit im Jagdwesen eingeführt.
Neben den staatlichen hatten auch die durchaus bedeutenden kirchlichen Forstbetriebe der DDR eigene Trachten und Abzeichen. Ebenso wurde etwa der Titel Forstmeister an verdiente Bläsergruppenleiter verliehen, auch wenn sie nicht forstlich tätig waren.

### Wissenschaftliche Literatur
- Katrin Josephine Wagner: Die Sprache der Jäger – Ein Vergleich der Weidmannssprache im deutsch- und englischsprachigen Raum (= Forum für Fachsprachen-Forschung. Band 143). Frank & Timme, Berlin 2018, ISBN 978-3-7329-0455-6.
- Jean L. Manore, Dale Miner: The Culture of Hunting in Canada. University of British Columbia Press (UBC Press), 2011, ISBN 9780774840064.
- Dennis Ray Cutchins, Dennis A. Cutchins, Eric Alden Eliason: Wild Games: Hunting and Fishing Traditions in North America. Univ. of Tennessee Press, 2009, ISBN 9781572336704.

### Sonstige Sachliteratur
- Georg Kurzbauer: Hut auf oder Hut ab? Jagdliches Brauchtum, Kultur & Tradition. Österreichischer Jagd- und Fischerei-Verlag, Wien 2002, 101 S.
- Karl Lemke, Franz Stoy: Jagdliches Brauchtum. 3., überarbeitete Auflage. Deutscher Landwirtschaftsverlag, Berlin 1985, 172 S.
- Benedikt Hebenstreit: Jagdliches Brauchtum in Vergangenheit und Gegenwart. Hubertusverlag, Wien 1977, 94 S., ISBN 3-85370-065-9.
- Walter Frevert: Jagdliches Brauchtum und Jägersprache. Kosmos, Stuttgart 2007, 262 S., ISBN 978-3-440-11034-8 oder ISBN 3-440-11034-6.
- Bruno Hespeler: Jäger wohin? Eine kritische Betrachtung deutschen Waidwerks. BLV, München, Wien und Zürich 1990, 328 S., ISBN 3-405-13876-0.
- Ilse Haseder, Gerhard Stinglwagner: Knaurs Großes Jagdlexikon. Augsburg 2000, Stichwort: Brauchtum, ISBN 3-8289-1579-5.
- Carl Zeiss, Fritz Dobschova: Lexikon der Waidmannssprache und weiterer Sachgebiete der Jagd. Wildbiologie, Wildkrankheiten, Wildhege, Jagdbetrieb, Jagdpolitik, Jagdliches Brauchtum, Waffentechnik, Munitionskunde, Schießwesen, Jagdoptik, Jagdhundewesen, Falknerei u.v.m. VMA-Verlag, Wiesbaden 1996, 285 S., ISBN 3-928127-37-3.